# Mała Czerniawka
Mała Czerniawka (ukr. Мала Чернявка) – wieś na Ukrainie, w obwodzie żytomierskim, w rejonie różyńskim, siedziba władz miejscowej rady wiejskiej.

## Geografia
Wieś leży nad rzeczką Murowanką zwaną też Bystrycią (dawniej Bystrykiem), lewym dopływem Rostawyci. 

## Historia
Miejscowość założona w 1737 r. W XIX w. znajdowała się w powiecie berdyczowskim guberni kijowskiej. Wg Słownika geograficznego Królestwa Polskiego mieszkało tu 768 prawosławnych i 700 katolików, w tym do 200 szlachty. Mała Czerniawka należała do Lubomirskich, potem do Padlewskich herbu Ślepowron (Władysław, Zygmunt). Władze carskie skonfiskowały ją Padlewskim w 1864 r. W XIX wieku istniała we wsi cerkiew prawosławna pw. Podwyższenia Krzyża Świętego (współcześnie wieś należy do parafii w Białołówce w dekanacie różyńskim eparchii żytomierskiej).
W tutejszym majątku urodził się Zygmunt Padlewski (1836-1863), generał powstania styczniowego, a we wsi – Władysław Chruścicki (1902-1944), Bohater Związku Radzieckiego.